# یاکوبوف (شهرستان مینسک)
یاکوبوف (به لاتین: Jakubów) یک روستا در لهستان است که در گمینا یاکوبوف واقع شده‌است.